# Aielo de Rugat
Aielo de Rugat (spanisch Ayelo de Rugat) ist eine spanische Gemeinde (Municipio) mit 160 Einwohnern (Stand: 2024) in der Valencianischen Gemeinschaft, in der Comarca Vall d’Albaida.

## Lage
Aielo de Rugat liegt in einer Höhe von ca. 265 m. Die Provinzhauptstadt Valencia liegt etwa 65 Kilometer in nördlicher Richtung.

## Geschichte
| Jahr      | 1900 | 1930 | 1950 | 1960 | 1970 | 1981 | 1991 | 2001 | 2011 | 2021 |
| --------- | ---- | ---- | ---- | ---- | ---- | ---- | ---- | ---- | ---- | ---- |
| Einwohner | 290  | 224  | 264  | 256  | 237  | 220  | 201  | 206  | 194  | 160  |

## Kultur und Sehenswürdigkeiten
- Burganlage von Aielo de Rugat
- Kirche Mariä Himmelfahrt (Església de l'Assumpció de la Mare de Déu)

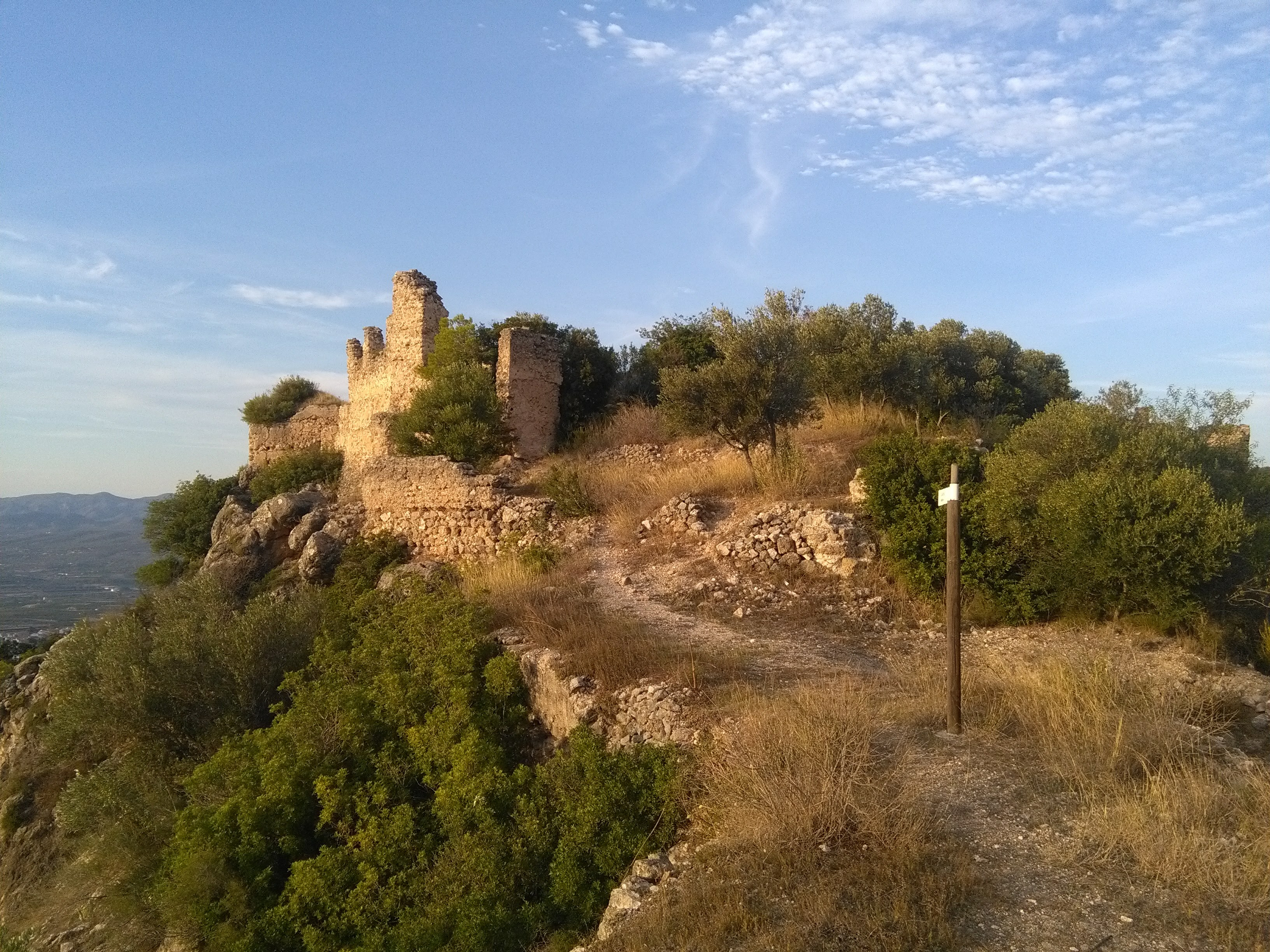
Burgruine von Rugat
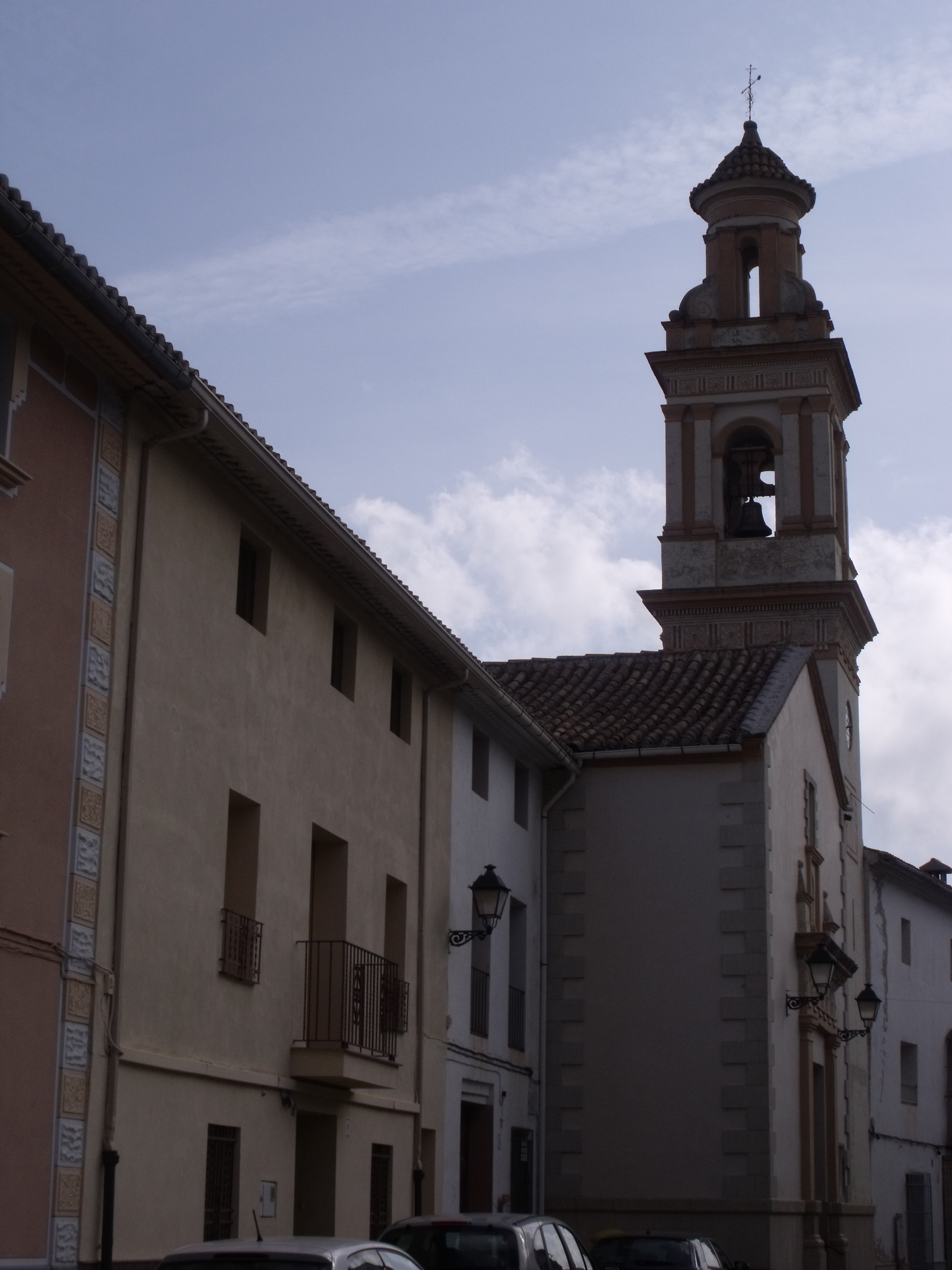
Kirche Mariä Himmelfahrt
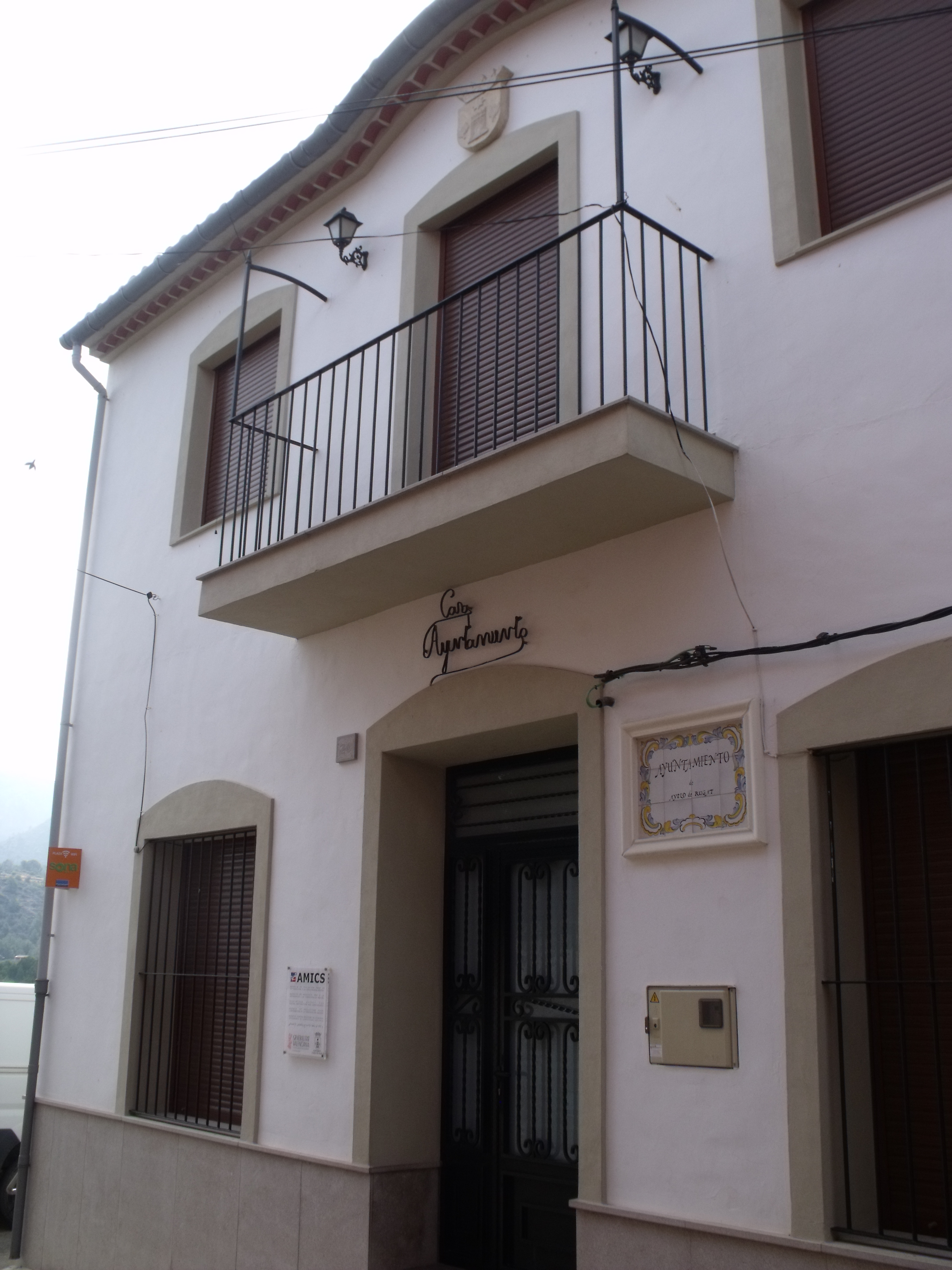
Rathaus